# Gecatogomphius kavejevi
Il gecatogonfio (Gecatogomphius kavejevi) è un rettile estinto, appartenente ai captorinidi. Visse nel Permiano medio (272 - 268 milioni di anni fa) e i suoi resti fossili sono stati ritrovati in Russia.

## Descrizione
Questo animale è noto solo per un frammento di mandibola e parte di una piastra dentaria mascellare, ed è quindi impossibile ricostruire adeguatamente l'aspetto. Tuttavia, grazie al confronto con fossili di animali simili (ad esempio Moradisaurus) noti per resti più completi, si può ipotizzare che Gecatogomphius fosse un rettile tarchiato, dall'aspetto vagamente simile a quello di una tozza lucertola di grosse dimensioni. Il frammento di mandibola è lungo 8 centimetri. Le sue pareti laterali esterne erano dotate di solchi lunghi e profondi, simili a quelli presenti in altri captorinidi. All'incirca a metà, la mandibola si allarga a formare una piastra dentaria; nella parte più anteriore sono presenti tre denti caniniformi, grandi il doppio degli altri denti, ma doveva essere presente un quarto dente analogo. La piastra dentaria portava più di 40 denti bulbosi, disposti in cinque file. Come Labidosaurikos, anche Gecatogomphius possedeva denti di due file adiacenti alternati fra di loro, e mostravano un'usura nella zona poco sotto l'apice. Una caratteristica distintiva di Gecatogomphius è data dalla presenza nella mandibola di segni di fosse di riassorbimento (unico caso tra i moradisaurini). Il frammento mascellare porta anch'esso cinque file di denti, e mostra una disposizione simile a quella della mandibola.

## Classificazione
Gecatogomphius kavejevi venne descritto inizialmente nel 1957, sulla base di un fossile rinvenuto sulle rive del fiume Vjatka (distretto di Kirov, Russia) un paio di anni prima dal geologo sovietico M. S. Kaveev. Nonostante l'incompletezza del materiale fossile, Gecatogomphius mostra chiaramente caratteristiche che lo legano ai moradisaurini, un gruppo di rettili captorinidi tipici del Permiano, caratterizzati dalla presenza di piastre dentare con elementi organizzati in più file. È stata proposta una stretta parentela con il genere nordamericano Kahneria.